# 朝鲜白头翁
朝鲜白头翁（学名：Pulsatilla cernua）为毛茛科白头翁属下的一个种。种加名 cernua 意为“匍匐垂下的”。